# Élections régionales françaises de 2004
Les élections régionales françaises de 2004 ont lieu les 21 et 28 mars.
1 880 sièges de conseillers régionaux étaient à pourvoir dans 26 régions (22 en métropole, 4 dans les départements d'Outre-mer) dont la population varie de 230 000 (Guyane) à 11,5 millions d'habitants (Île-de-France). Elles ont lieu en même temps que les élections cantonales.
En définitive, 24 régions sur 26 sont remportées par la gauche (en 1986 et 1992, la droite en avait remporté 20 sur 22, alors qu'en 1998, elle n'en avait concédé que 7 à la gauche en métropole).

## Mode de scrutin
Le mode de scrutin a été défini par la loi du 11 avril 2003. Il s'agit d'un scrutin proportionnel à deux tours avec prime majoritaire. 	 
Contrairement aux élections de 1998, c'est désormais la région et non plus le département qui conduit une liste. Toutefois, afin de permettre aux électeurs d'identifier facilement les candidats de leur département, les listes comporteront des « sections départementales ».
Les principales dispositions du mode de scrutin sont :
- Les citoyens élisent les conseillers régionaux :
  - pour six ans, au scrutin de liste,
  - selon un système mixte combinant les règles des scrutins majoritaire et proportionnel, en un ou deux tours,
  - sans panachage ou vote préférentiel, tout bulletin modifié en quoi que ce soit par un électeur étant déclaré nul.
- Les listes sont déposées au niveau régional, mais les candidats sont répartis entre les départements (on parle de sections départementales) constituant la région.
- Le nombre de sièges à attribuer pour chaque liste est calculé globalement au niveau régional, puis réparti entre les sections départementales en fonction du nombre de suffrages obtenus dans chaque section.
- Lors du premier tour de scrutin, 	 
  - si une liste obtient la majorité absolue des suffrages exprimés, elle obtient le quart des sièges à pourvoir. Les autres sièges sont répartis à la représentation proportionnelle entre toutes les listes ayant obtenu au moins 5 % des suffrages.
  - sinon, il est procédé à un second tour la semaine suivante.
- Seules les listes ayant obtenu plus de 10 % des suffrages exprimés au premier tour peuvent se maintenir au second tour de scrutin et éventuellement fusionner avec les listes ayant obtenu au moins 5 % des suffrages.
- Au second tour, la liste qui arrive en tête obtient un quart des sièges à pourvoir. Les autres sièges sont répartis à la représentation proportionnelle entre les listes ayant obtenu au moins 5 % des suffrages exprimés au second tour.

## Contexte
Pour la première fois depuis 2002, les Français sont appelés aux urnes. Après le séisme électoral du 21 avril 2002 et la large victoire de la droite aux élections législatives, ce scrutin revêt trois enjeux importants. Le premier est de savoir si la politique menée par le gouvernement Jean-Pierre Raffarin séduit les Français. Ensuite, la capacité de la gauche, grande perdante des scrutins de 2002, à se relever. Enfin, la capacité d'arbitrage du FN, renforcé par ses scores récents.
L'exécutif se présente aux élections dans une situation difficile. Le Président Jacques Chirac et le Premier ministre sont fortement impopulaires depuis plusieurs mois,. La gauche, revenue dans l'opposition, a retenu les leçons du 21 avril 2002 et se présente unie. Le PS s'est allié dès le premier tour avec les Verts dans 14 régions, idem avec le Parti communiste français. La droite est plus divisée, notamment à cause de l'éloignement de l'UDF qui ne s'allie au premier tour avec l'UMP que dans six régions.
Quant au Front national, il souhaite confirmer un peu plus son enracinement local. Même si le nouveau mode de scrutin ne le favorise pas, à cause de la prime majoritaire, le parti de Jean-Marie Le Pen espère jouer les arbitres.

## Résultats nationaux et analyse
|                |                                     |                                     |              |              |             |             |        |        |
| Nuance         | Nuance                              | Composantes                         | Premier tour | Premier tour | Second tour | Second tour | Sièges | Sièges |
| Nuance         | Nuance                              | Composantes                         | #            | %            | #           | %           | #      | %      |
|                | Gauche                              | PS - PCF - Les Verts - PRG - MRC    | 9 485 169    | 39,11        | 12 896 820  | 49,92       | 1 126  | 59,9   |
|                | Droite                              | UMP - UDF - MPF - FRS               | 8 179 866    | 33,73        | 9 519 416   | 36,84       | 522    | 27,8   |
|                | Front national                      | FN                                  | 3 564 059    | 14,70        | 3 199 392   | 12,38       | 156    | 8,3    |
|                | Extrême gauche                      | LO - LCR                            | 1 199 190    | 4,94         |             |             |        |        |
|                | Chasse, pêche, nature et traditions | CPNT                                | 397 024      | 1,64         |             |             |        |        |
|                | Divers écologistes                  | MEI - GE - Cap21 - MHAN - Le Trèfle | 385 481      | 1,59         |             |             |        |        |
|                | Extrême droite                      | MNR - Droit de chasse - ADA         | 349 181      | 1,44         |             |             |        |        |
|                | Divers gauche                       | Variables                           | 252 620      | 1,04         | 111 720     | 0,43        | 36     | 1,9    |
|                | Divers droite                       | Variables                           | 179 015      | 0,74         | 11 094      | 0,04        | 4      | 0,2    |
|                | Régionalistes                       | UN, MIM et autres                   | 94 351       | 0,39         | 99 512      | 0,39        | 36     | 1,9    |
|                | Autres                              | PF, U2R et autres                   | 164 397      | 0,68         |             |             |        |        |
|                |                                     |                                     |              |              |             |             |        |        |
| Inscrits       | Inscrits                            | Inscrits                            | 41 835 232   | 100,00       | 40 982 426  | 100,00      |        |        |
| Abstentions    | Abstentions                         | Abstentions                         | 16 382 140   | 39,16        | 14 074 681  | 34,34       |        |        |
| Votants        | Votants                             | Votants                             | 25 453 092   | 60,84        | 26 907 745  | 65,66       |        |        |
| Blancs et nuls | Blancs et nuls                      | Blancs et nuls                      | 1 202 455    | 4,72         | 1 068 439   | 3,97        |        |        |
| Exprimés       | Exprimés                            | Exprimés                            | 24 250 637   | 95,28        | 25 839 306  | 96,03       |        |        |

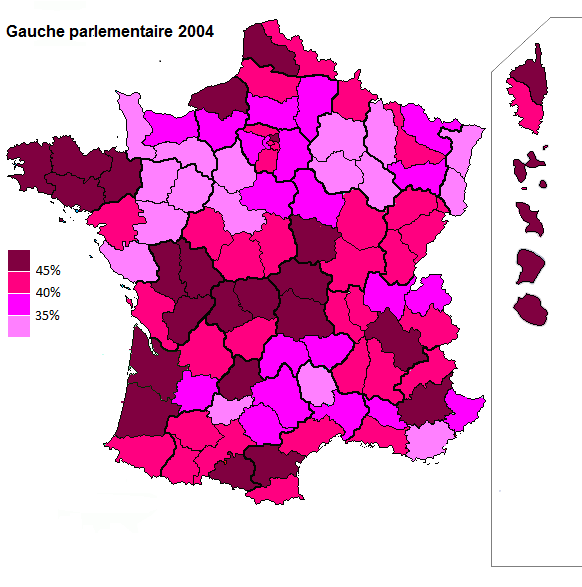
Résultats électoraux de la gauche parlementaire au premier tour par département.
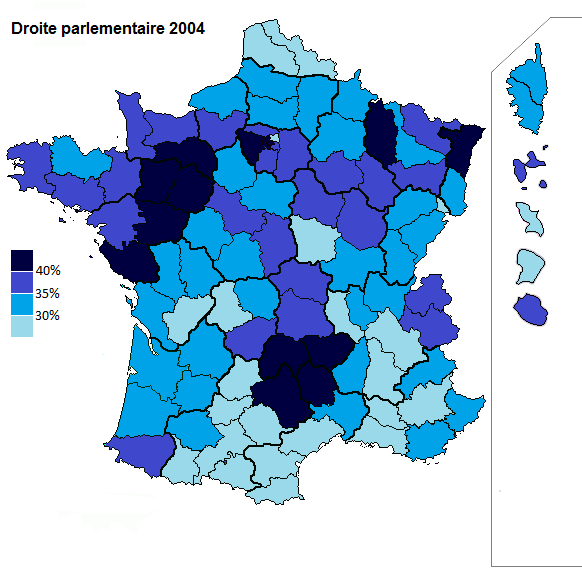
Résultats électoraux de la droite parlementaire au premier tour par département.
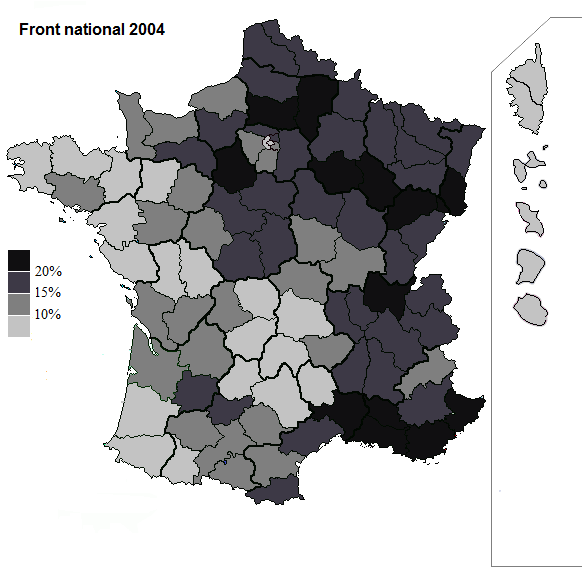
Résultats électoraux du Front national au premier tour par département.

### Premier tour
Démentant les craintes d'abstention record, le taux de participation est de 60,84 %.
Au soir du premier tour, la gauche parlementaire arrive en tête avec 39 % des suffrages. Net revers pour la majorité qui totalise moins de 34 % des voix. Le FN est en léger recul mais se maintient à près de 15 %. Dans toutes les régions, la gauche est en ballotage favorable, à l'exception de l'Alsace, de l'Auvergne et de la Corse, où le second tour s'annonçait serré. Si aucune région n'est emportée dès le premier tour, le score le plus retentissant est à mettre à l'actif de Ségolène Royal qui rassemble 46,29 % des voix en Poitou-Charentes. Cette région ayant été dirigée par Jean-Pierre Raffarin jusqu'en 2002, le résultat est d'autant plus symbolique. La droite parle d'un « 21 avril à l'envers », tandis que la gauche fait état d'un « vote sanction » à l'encontre du gouvernement.
Le Front national réussit son pari et se maintient au second tour dans 17 régions, où le seuil des 10 % est atteint par les listes d'extrême droite. À droite et à gauche, l'heure est aux alliances. La droite porte ses espoirs sur l'Île-de-France, où la fusion des listes de Jean-François Copé et d'André Santini pouvait permettre un succès. Le parti majoritaire ne conclut en revanche aucune alliance avec le FN, contrairement à 1998. Les listes de la gauche parlementaire fusionnent dans les régions où elle n'était pas encore unie (et légalement possible) sauf dans deux régions où les candidats PS refusent l'apport des Verts. Si les alliés du PS échouent dans leur entreprise de mettre à mal son hégémonie au sein de la gauche, ils réalisent localement quelques succès notables. Les listes conduites par le Parti communiste français en Picardie et dans le Nord-Pas-de-Calais, et la liste des Verts en région Rhône-Alpes atteignent toutes le seuil des 10 %. Avec un score moyen proche des 5 %, les listes d'union LO-LCR échouent à faire percer l'extrême gauche.
Avant le second tour, et ce malgré la fusion des listes UMP et UDF, tous les bastions détenus par la droite sont menacés, à l'exception de l'Alsace.

### Second tour
Grosse surprise avec une France rose : vingt régions sur les vingt-deux dont les résultats sont connus (21 de métropole et La Réunion) passent ou restent à gauche, l'Alsace étant la seule à rester à droite. Le taux de participation, en baisse de 2,5 points à la mi-journée, a finalement atteint 65,66 %, améliorant ainsi le score du premier tour.
- Estimations à 20 heures pour les élections régionales :
  - Selon TNS-Sofres pour TF1 : 49,8 % pour la gauche, 37 % pour la droite, 13,2 % pour le FN.
  - Selon Ipsos pour France 2 : 48,7 % pour la gauche, 35,6 % pour la droite, 15,7 % pour le FN.
  - Selon l'Institut CSA pour France 3 : 49,9 % pour la gauche, 37,2 % pour la droite, 12,9 % pour le FN.

La vague rose du premier tour s'est donc nettement amplifiée. La gauche progresse de onze points et frôle la majorité absolue des suffrages (49,9 %). La droite progresse de 3 % mais n'inverse pas la tendance et perd même largement l'Île-de-France puis l'Auvergne, détenue par Valéry Giscard d'Estaing depuis 18 ans. Le Front national enregistre 12,4 % des voix, moins qu'au premier tour mais il faut signaler qu'il était éliminé dans 5 régions.
La droite minimise l'ampleur de la défaite par la voix de François Baroin, avançant comme argument le fait que la présence du FN au second tour a favorisé la gauche. Ce à quoi la gauche répliquera en notant que dans les régions où le Front national était éliminé, la droite s'incline malgré tout. Le report des voix et la participation à gauche ont été excellents. Par exemple, Ségolène Royal et Jacques Auxiette progressent entre les deux tours de plus de dix points alors qu'ils ne disposait que de 4,5 % à 6 % de réserve de voix à l'extrême gauche.
Il s'agit également des premières élections régionales où un nombre significatif (entre 42 et 59 en 2004, entre 5 et 10 en 1998) de candidats d'origine non-européenne (DOM-TOM, Maghreb, Afrique subsaharienne) entrent dans les conseils régionaux. De même l'application de la loi du 6 juin 2000 sur la parité en politique amène des centaines de femmes à siéger au sein des conseils régionaux puisqu'elles en constituent 47,6 % des élus.

## Résultats par région
Le premier tour eut lieu le 21 mars. Aucun candidat ne l'emporta et un deuxième tour eut lieu dans chaque région le 28 mars. Le deuxième tour n'est accessible qu'aux candidats ayant dépassé les 10 % au premier tour (en Corse le seuil est de 5 %).
| Région                     | Région                     | Président sortant        | Parti | Parti | Président élu          | Parti | Parti |
| -------------------------- | -------------------------- | ------------------------ | ----- | ----- | ---------------------- | ----- | ----- |
| Alsace                     | Alsace                     | Adrien Zeller            |       | UMP   | Adrien Zeller          |       | UMP   |
| Aquitaine                  | Aquitaine                  | Alain Rousset            |       | PS    | Alain Rousset          |       | PS    |
| Auvergne                   | Auvergne                   | Valéry Giscard d'Estaing |       | UMP   | Pierre-Joël Bonté      |       | PS    |
| Basse-Normandie            | Basse-Normandie            | René Garrec              |       | UMP   | Philippe Duron         |       | PS    |
| Bourgogne                  | Bourgogne                  | Jean-Pierre Soisson      |       | UMP   | François Patriat       |       | PS    |
| Bretagne                   | Bretagne                   | Josselin de Rohan        |       | UMP   | Jean-Yves Le Drian     |       | PS    |
| Centre                     | Centre                     | Alain Rafesthain         |       | PS    | Michel Sapin           |       | PS    |
| Champagne-Ardenne          | Champagne-Ardenne          | Jean-Claude Étienne      |       | UMP   | Jean-Paul Bachy        |       | PS    |
| Corse                      | Assemblée                  | José Rossi               |       | UMP   | Camille de Rocca Serra |       | UMP   |
| Corse                      | Conseil exécutif           | Jean Baggioni            |       | UMP   | Ange Santini           |       | UMP   |
| Franche-Comté              | Franche-Comté              | Jean-François Humbert    |       | UMP   | Raymond Forni          |       | PS    |
| Haute-Normandie            | Haute-Normandie            | Alain Le Vern            |       | PS    | Alain Le Vern          |       | PS    |
| Île-de-France              | Île-de-France              | Jean-Paul Huchon         |       | PS    | Jean-Paul Huchon       |       | PS    |
| Languedoc-Roussillon       | Languedoc-Roussillon       | Jacques Blanc            |       | UMP   | Georges Frêche         |       | PS    |
| Limousin                   | Limousin                   | Robert Savy              |       | PS    | Jean-Paul Denanot      |       | PS    |
| Lorraine                   | Lorraine                   | Gérard Longuet           |       | UMP   | Jean-Pierre Masseret   |       | PS    |
| Midi-Pyrénées              | Midi-Pyrénées              | Martin Malvy             |       | PS    | Martin Malvy           |       | PS    |
| Nord-Pas-de-Calais         | Nord-Pas-de-Calais         | Daniel Percheron         |       | PS    | Daniel Percheron       |       | PS    |
| Pays de la Loire           | Pays de la Loire           | Jean-Luc Harousseau      |       | UMP   | Jacques Auxiette       |       | PS    |
| Picardie                   | Picardie                   | Charles Baur             |       | UMP   | Claude Gewerc          |       | PS    |
| Poitou-Charentes           | Poitou-Charentes           | Élisabeth Morin-Chartier |       | UMP   | Ségolène Royal         |       | PS    |
| Provence-Alpes-Côte d'Azur | Provence-Alpes-Côte d'Azur | Michel Vauzelle          |       | PS    | Michel Vauzelle        |       | PS    |
| Rhône-Alpes                | Rhône-Alpes                | Anne-Marie Comparini     |       | UDF   | Jean-Jack Queyranne    |       | PS    |
| Guadeloupe                 | Guadeloupe                 | Lucette Michaux-Chevry   |       | UMP   | Victorin Lurel         |       | PS    |
| Guyane                     | Guyane                     | Antoine Karam            |       | PSG   | Antoine Karam          |       | PSG   |
| Martinique                 | Martinique                 | Alfred Marie-Jeanne      |       | MIM   | Alfred Marie-Jeanne    |       | MIM   |
| La Réunion                 | La Réunion                 | Paul Vergès              |       | PCR   | Paul Vergès            |       | PCR   |

### Métropole

#### Alsace
L'Alsace reste un bastion de la droite. L'extrême droite dans son ensemble y a également réalisé ses meilleurs scores.
|                | Adrien Zeller sortant Union pour un mouvement populaire (UDF) | 225 227   | 34,06  | 299 353   | 43,56  | 27 | 57,40 |  |  |
|                | Jacques Bigot Parti socialiste (Les Verts)                    | 133 057   | 20,12  | 236 709   | 34,44  | 12 | 25,50 |  |  |
|                | Patrick Binder Front national                                 | 122 873   | 18,58  | 151 187   | 22,00  | 8  | 17,00 |  |  |
|                | Robert Spieler Extrême droite (Alsace d'abord)                | 62 259    | 9,42   |           |        |    |       |  |  |
|                | Antoine Waechter Mouvement écologiste indépendant             | 48 950    | 7,40   |           |        |    |       |  |  |
|                | Alfred Wahl Mouvement républicain et citoyen (PCF - PRG)      | 24 695    | 3,73   |           |        |    |       |  |  |
|                | Patrick Merck Divers                                          | 23 544    | 3,56   |           |        |    |       |  |  |
|                | Françoise Ruch Lutte ouvrière (LCR)                           | 20 005    | 3,03   |           |        |    |       |  |  |
|                | Pascale Grauss Divers (Parti fédéraliste)                     | 578       | 0,09   |           |        |    |       |  |  |
|                |                                                               |           |        |           |        |    |       |  |  |
| Inscrits       | Inscrits                                                      | 1 173 598 | 100,00 | 1 173 582 | 100,00 |    |       |  |  |
| Abstentions    | Abstentions                                                   | 475 592   | 40,52  | 458 784   | 39,09  |    |       |  |  |
| Votants        | Votants                                                       | 698 006   | 59,48  | 714 798   | 60,91  |    |       |  |  |
| Blancs et nuls | Blancs et nuls                                                | 36 818    | 5,27   | 27 549    | 3,85   |    |       |  |  |
| Exprimés       | Exprimés                                                      | 661 188   | 94,73  | 687 249   | 96,15  |    |       |  |  |

#### Aquitaine
| Tête de liste  | Tête de liste     | Liste                | Premier tour | Premier tour | Second tour | Second tour | Sièges | Sièges |
| Tête de liste  | Tête de liste     | Liste                | #            | %            | #           | %           | #      | %      |
| -------------- | ----------------- | -------------------- | ------------ | ------------ | ----------- | ----------- | ------ | ------ |
|                | Alain Rousset*    | PS - Les Verts - PRG | 516 392      | 38,42        | 769 893     | 54,87       | 57     | 67,1   |
|                | Xavier Darcos     | UMP                  | 247 232      | 18,40        | 469 386     | 33,46       | 21     | 24,7   |
|                | François Bayrou   | UDF                  | 215 796      | 16,06        | 469 386     | 33,46       | 21     | 24,7   |
|                | Jacques Colombier | FN                   | 153 859      | 11,45        | 163 731     | 11,67       | 7      | 8,2    |
|                | Jean Saint-Josse  | CPNT                 | 96 925       | 7,21         |             |             |        |        |
|                | Annie Guilhamet   | PCF                  | 58 485       | 4,35         |             |             |        |        |
|                | Martine Mailfert  | LCR - LO             | 55 215       | 4,11         |             |             |        |        |
|                |                   |                      |              |              |             |             |        |        |
| Inscrits       | Inscrits          | Inscrits             | 2 138 102    | 100,0        | 2 138 055   | 100,0       |        |        |
| Abstentions    | Abstentions       | Abstentions          | 724 475      | 33,88        | 666 925     | 31,19       |        |        |
| Votants        | Votants           | Votants              | 1 413 627    | 66,12        | 1 471 130   | 68,81       |        |        |
| Blancs et nuls | Blancs et nuls    | Blancs et nuls       | 69 723       | 4,93         | 68 120      | 4,63        |        |        |
| Exprimés       | Exprimés          | Exprimés             | 1 343 904    | 95,07        | 1 403 010   | 95,37       |        |        |

Les listes UMP et UDF ont fusionné entre les deux tours.

#### Auvergne
| Tête de liste  | Tête de liste             | Liste           | Premier tour | Premier tour | Second tour | Second tour | Sièges | Sièges |
| Tête de liste  | Tête de liste             | Liste           | #            | %            | #           | %           | #      | %      |
| -------------- | ------------------------- | --------------- | ------------ | ------------ | ----------- | ----------- | ------ | ------ |
|                | Valéry Giscard d'Estaing* | UMP - UDF - FRS | 215 921      | 36,39        | 299 483     | 47,33       | 17     | 36,2   |
|                | Pierre-Joël Bonté         | PS              | 167 433      | 28,22        | 333 301     | 52,67       | 30     | 63,8   |
|                | André Chassaigne          | PCF             | 54 609       | 9,20         | 333 301     | 52,67       | 30     | 63,8   |
|                | Yves Gueydon              | Les Verts       | 33 272       | 5,61         | 333 301     | 52,67       | 30     | 63,8   |
|                | Louis de Condé            | FN              | 56 874       | 9,58         |             |             |        |        |
|                | Marie Savre               | LO - LCR        | 25 389       | 4,28         |             |             |        |        |
|                | Hugues Auvray             | Divers          | 20 498       | 3,45         |             |             |        |        |
|                | Hubert Constancias        | MEI             | 13 287       | 2,24         |             |             |        |        |
|                | Claude Jaffrès            | MNR             | 6 108        | 1,03         |             |             |        |        |
|                |                           |                 |              |              |             |             |        |        |
| Inscrits       | Inscrits                  | Inscrits        | 975 066      | 100,00       | 974 868     | 100,00      |        |        |
| Abstentions    | Abstentions               | Abstentions     | 350 402      | 35,94        | 312 847     | 32,09       |        |        |
| Votants        | Votants                   | Votants         | 624 664      | 64,06        | 662 021     | 67,91       |        |        |
| Blancs et nuls | Blancs et nuls            | Blancs et nuls  | 31 273       | 5,01         | 29 237      | 4,42        |        |        |
| Exprimés       | Exprimés                  | Exprimés        | 593 391      | 94,99        | 632 784     | 95,58       |        |        |

Les listes PS, PCF et des Verts ont fusionné entre les deux tours.

Malgré l'absence du FN au second tour, ce fief historique de la droite de gouvernement bascule pour la première fois à gauche avec la victoire du socialiste Pierre-Joël Bonté, rallié entre les deux tours par les communistes et les Verts, sur l'ancien Président de la République Valéry Giscard d'Estaing, président du Conseil régional sortant.

#### Bourgogne
| Tête de liste  | Tête de liste             | Liste                      | Premier tour | Premier tour | Second tour | Second tour | Sièges | Sièges |
| Tête de liste  | Tête de liste             | Liste                      | #            | %            | #           | %           | #      | %      |
| -------------- | ------------------------- | -------------------------- | ------------ | ------------ | ----------- | ----------- | ------ | ------ |
|                | François Patriat          | PS - PCF - Les Verts - PRG | 240 445      | 36,01        | 369 288     | 52,49       | 37     | 64,9   |
|                | Jean-Pierre Soisson*      | UMP                        | 145 428      | 21,78        | 226 148     | 32,14       | 14     | 24,5   |
|                | Pierre Jaboulet-Vercherre | FN                         | 105 270      | 15,77        | 108 133     | 15,37       | 6      | 10,5   |
|                | François Sauvadet         | UDF                        | 86 674       | 12,98        |             |             |        |        |
|                | Julien Gonzalez           | MEI                        | 34 810       | 5,21         |             |             |        |        |
|                | Jacqueline Lambert        | LO - LCR                   | 26 191       | 3,92         |             |             |        |        |
|                | Joël Mekhantar            | MRC                        | 17 213       | 2,58         |             |             |        |        |
|                | Claude Moreau             | MNR                        | 11 701       | 1,75         |             |             |        |        |
|                |                           |                            |              |              |             |             |        |        |
| Inscrits       | Inscrits                  | Inscrits                   | 1 136 336    | 100,00       | 1 136 031   | 100,00      |        |        |
| Abstentions    | Abstentions               | Abstentions                | 431 439      | 37,97        | 392 839     | 34,58       |        |        |
| Votants        | Votants                   | Votants                    | 704 897      | 62,03        | 743 192     | 65,42       |        |        |
| Blancs et nuls | Blancs et nuls            | Blancs et nuls             | 37 164       | 5,27         | 39 623      | 5,33        |        |        |
| Exprimés       | Exprimés                  | Exprimés                   | 667 733      | 94,73        | 703 569     | 94,67       |        |        |

La liste UDF n'a pas fusionné entre les deux tours ni ne s'est maintenue comme elle le pouvait.

#### Bretagne
| Tête de liste Étiquette politique (partis et alliances) | Tête de liste Étiquette politique (partis et alliances)     | Premier tour | Premier tour | Second tour | Second tour | Sièges | Sièges |  |
| Tête de liste Étiquette politique (partis et alliances) | Tête de liste Étiquette politique (partis et alliances)     | Voix         | %            | Voix        | %           | Nombre | %      |  |
| ------------------------------------------------------- | ----------------------------------------------------------- | ------------ | ------------ | ----------- | ----------- | ------ | ------ |  |
|                                                         | Jean-Yves Le Drian Parti socialiste (PCF - PRG)             | 521 823      | 38,47        | 840 989     | 58,78       | 58     | 69,90  |  |
|                                                         | Pascale Loget Les Verts (UDB)                               | 131 550      | 9,70         | 840 989     | 58,78       | 58     | 69,90  |  |
|                                                         | Josselin de Rohan sortant Union pour un mouvement populaire | 347 134      | 25,59        | 589 637     | 41,22       | 25     | 30,10  |  |
|                                                         | Bruno Joncour Union pour la démocratie française            | 150 078      | 11,06        | 589 637     | 41,22       | 25     | 30,10  |  |
|                                                         | Brigitte Neveux Front national                              | 114 926      | 8,47         |             |             |        |        |  |
|                                                         | Françoise Dubu Ligue communiste révolutionnaire (LO)        | 64 868       | 4,78         |             |             |        |        |  |
|                                                         | Lionel David Mouvement national républicain                 | 26 074       | 1,92         |             |             |        |        |  |
|                                                         |                                                             |              |              |             |             |        |        |  |
| Inscrits                                                | Inscrits                                                    | 2 207 064    | 100,00       | 2 206 047   | 100,00      |        |        |  |
| Abstentions                                             | Abstentions                                                 | 785 758      | 35,60        | 708 830     | 32,13       |        |        |  |
| Votants                                                 | Votants                                                     | 1 421 306    | 64,40        | 1 497 217   | 67,87       |        |        |  |
| Blancs et nuls                                          | Blancs et nuls                                              | 64 853       | 4,56         | 66 591      | 4,45        |        |        |  |
| Exprimés                                                | Exprimés                                                    | 1 356 453    | 95,44        | 1 430 626   | 95,55       |        |        |  |

Les listes PS et des Verts ont fusionné entre les deux tours.

Les listes UMP et UDF ont fusionné entre les deux tours.

#### Centre
| Tête de liste  | Tête de liste          | Liste                            | Premier tour | Premier tour | Second tour | Second tour | Sièges | Sièges |
| Tête de liste  | Tête de liste          | Liste                            | #            | %            | #           | %           | #      | %      |
| -------------- | ---------------------- | -------------------------------- | ------------ | ------------ | ----------- | ----------- | ------ | ------ |
|                | Michel Sapin*          | PS - PCF - Les Verts - PRG - MRC | 378 235      | 38,15        | 517 990     | 49,15       | 48     | 62,3   |
|                | Serge Vinçon           | UMP - MPF                        | 205 265      | 20,71        | 362 399     | 34,39       | 20     | 25,9   |
|                | Jacqueline Gourault    | UDF                              | 135 776      | 13,70        | 362 399     | 34,39       | 20     | 25,9   |
|                | Jean Verdon            | FN                               | 173 651      | 17,52        | 173 437     | 16,46       | 9      | 11,6   |
|                | Jean-Jacques Prodhomme | LO - LCR                         | 55 635       | 5,61         |             |             |        |        |
|                | François Caré          | CPNT                             | 42 793       | 4,32         |             |             |        |        |
|                |                        |                                  |              |              |             |             |        |        |
| Inscrits       | Inscrits               | Inscrits                         | 1 706 521    | 100,00       | 1 706 704   | 100,00      |        |        |
| Abstentions    | Abstentions            | Abstentions                      | 655 090      | 38,39        | 594 976     | 34,86       |        |        |
| Votants        | Votants                | Votants                          | 1 051 431    | 61,61        | 1 111 728   | 65,14       |        |        |
| Blancs et nuls | Blancs et nuls         | Blancs et nuls                   | 60 076       | 5,71         | 57 902      | 5,21        |        |        |
| Exprimés       | Exprimés               | Exprimés                         | 991 355      | 94,29        | 1 053 826   | 94,79       |        |        |

Les listes UMP et UDF ont fusionné entre les deux tours.

#### Champagne-Ardenne
| Tête de liste  | Tête de liste        | Liste                | Premier tour | Premier tour | Second tour | Second tour | Sièges | Sièges |
| Tête de liste  | Tête de liste        | Liste                | #            | %            | #           | %           | #      | %      |
| -------------- | -------------------- | -------------------- | ------------ | ------------ | ----------- | ----------- | ------ | ------ |
|                | Jean-Paul Bachy      | PS - PCF - PRG - MRC | 141 099      | 27,94        | 228 614     | 41,89       | 28     | 57,1   |
|                | Jean-Claude Étienne* | UMP - MPF            | 134 640      | 26,66        | 217 331     | 39,83       | 18     | 30,6   |
|                | Charles de Courson   | UDF                  | 56 110       | 11,11        | 217 331     | 39,83       | 18     | 30,6   |
|                | Bruno Subtil         | FN                   | 99 592       | 19,72        | 99 765      | 18,28       | 6      | 12,2   |
|                | Marie-Angèle Klaine  | Les Verts            | 37 937       | 7,51         |             |             |        |        |
|                | Thomas Rose          | LO - LCR             | 25 247       | 5,00         |             |             |        |        |
|                | Jacques Gaillard     | MNR                  | 10 360       | 2,05         |             |             |        |        |
|                |                      |                      |              |              |             |             |        |        |
| Inscrits       | Inscrits             | Inscrits             | 902 663      | 100,00       | 902 573     | 100,00      |        |        |
| Abstentions    | Abstentions          | Abstentions          | 372 657      | 41,28        | 336 228     | 37,25       |        |        |
| Votants        | Votants              | Votants              | 530 006      | 58,72        | 566 345     | 62,75       |        |        |
| Blancs et nuls | Blancs et nuls       | Blancs et nuls       | 25 021       | 4,72         | 20 635      | 3,64        |        |        |
| Exprimés       | Exprimés             | Exprimés             | 504 985      | 95,28        | 545 710     | 96,36       |        |        |

Les listes des Verts et du PS n'ont pas fusionné entre les deux tours sur refus de Jean-Paul Bachy.

Les listes UMP et UDF ont fusionné entre les deux tours.

#### Corse
| Tête de liste  | Tête de liste            | Liste             | Premier tour | Premier tour | Second tour | Second tour | Sièges | Sièges |
| Tête de liste  | Tête de liste            | Liste             | #            | %            | #           | %           | #      | %      |
| -------------- | ------------------------ | ----------------- | ------------ | ------------ | ----------- | ----------- | ------ | ------ |
|                | Camille de Rocca Serra   | UMP               | 20 155       | 14,59        | 35 627      | 25,05       | 15     | 31,9   |
|                | Émile Zuccarelli         | PRG               | 17 906       | 12,96        | 26 434      | 18,59       | 9      | 19,14  |
|                | Edmond Simeoni           | UN                | 16 772       | 12,14        | 24 652      | 17,34       | 8      | 17,00  |
|                | Paul Giacobbi            | PRG               | 14 477       | 10,48        | 21 562      | 15,16       | 7      | 14,89  |
|                | Dominique Bucchini       | PCF               | 9 147        | 6,62         | 11 810      | 8,30        | 4      | 8,5    |
|                | José Rossi*              | DVD               | 8 804        | 6,37         | 11 094      | 7,80        | 4      | 8,5    |
|                | Simon Renucci            | CSD               | 8 018        | 5,80         | 11 025      | 7,75        | 4      | 8,5    |
|                | Olivier Martinelli       | FN                | 6 181        | 4,47         |             |             |        |        |
|                | Toussaint Luciani        | DVG               | 6 055        | 4,38         |             |             |        |        |
|                | Pierre-Philippe Ceccaldi | DVD               | 5 637        | 4,08         |             |             |        |        |
|                | Jérôme Polverini         | DVD               | 4 568        | 3,31         |             |             |        |        |
|                | Jean-Louis Albertini     | DVD               | 4 429        | 3,21         |             |             |        |        |
|                | Jean-Louis Luciani       | DVG               | 3 860        | 2,79         |             |             |        |        |
|                | Paul-Félix Beneddetti    | Rinnovu           | 3 021        | 2,19         |             |             |        |        |
|                | Jean-Luc Chiappini       | DVD               | 2 612        | 1,89         |             |             |        |        |
|                | Jean-Marc Ciabrini       | PS                | 2 541        | 1,84         |             |             |        |        |
|                | Marie-Louise Ottavi      | UDF               | 2 109        | 1,53         |             |             |        |        |
|                | Vincent Carlotti         | DVG               | 1 097        | 0,79         |             |             |        |        |
|                | Serge Vandepoorte        | A manca naziunale | 800          | 0,58         |             |             |        |        |
|                |                          |                   |              |              |             |             |        |        |
| Inscrits       | Inscrits                 | Inscrits          | 195 621      | 100,00       | 195 525     | 100,00      |        |        |
| Abstentions    | Abstentions              | Abstentions       | 53 839       | 27,52        | 48 932      | 25,03       |        |        |
| Votants        | Votants                  | Votants           | 141 782      | 72,48        | 146 593     | 74,97       |        |        |
| Blancs et nuls | Blancs et nuls           | Blancs et nuls    | 3 593        | 2,53         | 4 389       | 2,99        |        |        |
| Exprimés       | Exprimés                 | Exprimés          | 138 189      | 97,47        | 142 204     | 97,01       |        |        |

Le seuil de maintien au second tour est de 5 %.

#### Franche-Comté
| Tête de liste  | Tête de liste           | Liste                 | Premier tour | Premier tour | Second tour | Second tour | Sièges | Sièges |
| Tête de liste  | Tête de liste           | Liste                 | #            | %            | #           | %           | #      | %      |
| -------------- | ----------------------- | --------------------- | ------------ | ------------ | ----------- | ----------- | ------ | ------ |
|                | Raymond Forni           | PS - Les Verts - AGR  | 146 553      | 31,28        | 240 692     | 46,82       | 26     | 60,4   |
|                | Jean-François Humbert*  | UMP                   | 116 354      | 24,84        | 185 763     | 36,14       | 12     | 27,9   |
|                | Sophie Montel           | FN                    | 87 407       | 18,66        | 87 618      | 17,04       | 5      | 11,6   |
|                | Gérard Faivre           | UDF                   | 36 029       | 7,69         |             |             |        |        |
|                | Jacques Lancon          | MEI                   | 26 477       | 5,65         |             |             |        |        |
|                | Christian Driano        | LO - LCR              | 22 059       | 4,71         |             |             |        |        |
|                | Evelyne Ternant         | PCF - PRG - MRC - U2R | 19 577       | 4,18         |             |             |        |        |
|                | Marie-France Ligney     | MNR                   | 6 914        | 1,48         |             |             |        |        |
|                | Hervée de Lafond        | Divers                | 5 975        | 1,28         |             |             |        |        |
|                | Jean-Philippe Allenbach | PF                    | 1 154        | 0,25         |             |             |        |        |
|                |                         |                       |              |              |             |             |        |        |
| Inscrits       | Inscrits                | Inscrits              | 784 332      | 100,00       | 784 331     | 100,00      |        |        |
| Abstentions    | Abstentions             | Abstentions           | 284 565      | 36,28        | 246 438     | 31,42       |        |        |
| Votants        | Votants                 | Votants               | 499 767      | 63,72        | 537 893     | 68,58       |        |        |
| Blancs et nuls | Blancs et nuls          | Blancs et nuls        | 31 268       | 6,26         | 23 820      | 4,43        |        |        |
| Exprimés       | Exprimés                | Exprimés              | 468 499      | 93,74        | 514 073     | 95,57       |        |        |

#### Île-de-France
| Tête de liste Étiquette politique (partis et alliances) | Tête de liste Étiquette politique (partis et alliances)                 | Premier tour | Premier tour | Second tour | Second tour | Sièges     |  |
| Tête de liste Étiquette politique (partis et alliances) | Tête de liste Étiquette politique (partis et alliances)                 | Voix         | %            | Voix        | %           | Sièges     |  |
| ------------------------------------------------------- | ----------------------------------------------------------------------- | ------------ | ------------ | ----------- | ----------- | ---------- |  |
|                                                         | Jean-Paul Huchon sortant Parti socialiste (Les Verts - PRG - MRC)       | 1 170 453    | 31,95        | 1 923 139   | 49,16       | 130 62,2 % |  |
|                                                         | Marie-George Buffet Parti communiste français (AGR - Les Alternatifs)   | 263 915      | 7,20         | 1 923 139   | 49,16       | 130 62,2 % |  |
|                                                         | Jean-François Copé Union pour un mouvement populaire (MPF - CNIP - FRS) | 908 265      | 24,79        | 1 592 988   | 40,72       | 64 30,6 %  |  |
|                                                         | André Santini Union pour la démocratie française (Cap21)                | 590 542      | 16,12        | 1 592 988   | 40,72       | 64 30,6 %  |  |
|                                                         | Marine Le Pen Front national                                            | 448 983      | 12,26        | 395 565     | 10,11       | 15 7,2 %   |  |
|                                                         | Arlette Laguiller Lutte ouvrière (LCR)                                  | 146 153      | 3,99         |             |             |            |  |
|                                                         | Carine Pelegrin Génération écologie                                     | 91 875       | 2,51         |             |             |            |  |
|                                                         | Nicolas Bay Mouvement national républicain                              | 43 171       | 1,18         |             |             |            |  |
|                                                         |                                                                         |              |              |             |             |            |  |
| Inscrits                                                | Inscrits                                                                | 6 156 695    | 100,00       | 6 150 351   | 100,00      | 209        |  |
| Abstentions                                             | Abstentions                                                             | 2 390 373    | 38,83        | 2 133 920   | 34,7        |            |  |
| Votants                                                 | Votants                                                                 | 3 766 322    | 61,17        | 4 016 431   | 65,3        |            |  |
| Blancs et nuls                                          | Blancs et nuls                                                          | 102 951      | 2,73         | 104 848     | 2,61        |            |  |
| Exprimés                                                | Exprimés                                                                | 3 663 371    | 97,27        | 3 911 583   | 97,39       |            |  |

#### Languedoc-Roussillon
| Tête de liste  | Tête de liste    | Liste                | Premier tour | Premier tour | Second tour | Second tour | Sièges | Sièges |
| Tête de liste  | Tête de liste    | Liste                | #            | %            | #           | %           | #      | %      |
| -------------- | ---------------- | -------------------- | ------------ | ------------ | ----------- | ----------- | ------ | ------ |
|                | Georges Frêche   | PS - PCF - Les Verts | 387 214      | 36,32        | 578 707     | 51,22       | 43     | 64,2   |
|                | Jacques Blanc*   | UMP                  | 258 287      | 24,23        | 374 130     | 33,11       | 16     | 23,9   |
|                | Marc Dufour      | UDF                  | 60 822       | 5,71         | 374 130     | 33,11       | 16     | 23,9   |
|                | Alain Jamet      | FN                   | 183 031      | 17,17        | 177 074     | 15,67       | 8      | 11,9   |
|                | Alain Esclopé    | CPNT                 | 53 316       | 5,00         |             |             |        |        |
|                | Georges Fandos   | Cap21                | 51 089       | 4,79         |             |             |        |        |
|                | David Hermet     | LCR - LO             | 50 065       | 4,70         |             |             |        |        |
|                | Christian Lacour | Régionalistes        | 13 538       | 1,27         |             |             |        |        |
|                | Élizabeth Pascal | MNR                  | 8 627        | 0,81         |             |             |        |        |
|                |                  |                      |              |              |             |             |        |        |
| Inscrits       | Inscrits         | Inscrits             | 1 697 434    | 100,00       | 1 698 326   | 100,00      |        |        |
| Abstentions    | Abstentions      | Abstentions          | 580 393      | 34,19        | 516 314     | 30,40       |        |        |
| Votants        | Votants          | Votants              | 1 117 041    | 65,81        | 1 182 012   | 69,60       |        |        |
| Blancs et nuls | Blancs et nuls   | Blancs et nuls       | 51 052       | 4,57         | 52 101      | 4,41        |        |        |
| Exprimés       | Exprimés         | Exprimés             | 1 065 989    | 95,43        | 1 129 911   | 95,59       |        |        |

L'UDF a refusé de fusionner avec l'UMP au second tour

#### Limousin
| Tête de liste  | Tête de liste         | Liste                | Premier tour | Premier tour | Second tour | Second tour | Sièges | Sièges |
| Tête de liste  | Tête de liste         | Liste                | #            | %            | #           | %           | #      | %      |
| -------------- | --------------------- | -------------------- | ------------ | ------------ | ----------- | ----------- | ------ | ------ |
|                | Jean-Paul Denanot     | PS - PCF - PRG - ADS | 140 217      | 41,14        | 215 624     | 62,02       | 31     | 72,1   |
|                | Jean-Bernard Damiens  | Les Verts - PO       | 20 531       | 6,02         | 215 624     | 62,02       | 31     | 72,1   |
|                | Raymond Archer        | UMP                  | 79 531       | 23,33        | 132 049     | 37,98       | 12     | 27,9   |
|                | Jean-Claude Deschamps | UDF                  | 28 169       | 8,26         | 132 049     | 37,98       | 12     | 27,9   |
|                | Patricia Gibeau       | FN                   | 31 736       | 9,31         |             |             |        |        |
|                | Stéphane Lajaumont    | LCR - LO             | 22 529       | 6,61         |             |             |        |        |
|                | Jean-Louis Hironde    | CPNT                 | 18 133       | 5,32         |             |             |        |        |
|                |                       |                      |              |              |             |             |        |        |
| Inscrits       | Inscrits              | Inscrits             | 545 565      | 100,00       | 545 419     | 100,00      |        |        |
| Abstentions    | Abstentions           | Abstentions          | 179 616      | 32,92        | 169 714     | 31,12       |        |        |
| Votants        | Votants               | Votants              | 365 949      | 67,08        | 375 705     | 68,88       |        |        |
| Blancs et nuls | Blancs et nuls        | Blancs et nuls       | 25 103       | 6,86         | 28 032      | 7,46        |        |        |
| Exprimés       | Exprimés              | Exprimés             | 340 846      | 93,14        | 347 673     | 92,54       |        |        |

Les listes UMP et UDF d'une part, et les listes PS et Verts d'autre part, ont fusionné entre les deux tours.

#### Lorraine
| Tête de liste  | Tête de liste        | Liste                | Premier tour | Premier tour | Second tour | Second tour | Sièges | Sièges |  |
| Tête de liste  | Tête de liste        | Liste                | #            | %            | #           | %           | #      | %      |  |
| -------------- | -------------------- | -------------------- | ------------ | ------------ | ----------- | ----------- | ------ | ------ |  |
|                | Jean-Pierre Masseret | PS - PCF - Les Verts | 253 690      | 29,22        | 456 416     | 48,41       | 45     | 61,6   |  |
|                | Gérard Longuet*      | UMP                  | 192 214      | 22,14        | 322 550     | 34,21       | 19     | 26,0   |  |
|                | Nathalie Griesbeck   | UDF                  | 75 637       | 8,71         | 322 550     | 34,21       | 19     | 26,0   |  |
|                | Thierry Gourlot      | FN                   | 152 702      | 17,59        | 163 785     | 17,37       | 9      | 12,3   |  |
|                | Jean-Louis Masson    | DVD                  | 58 082       | 6,69         |             |             |        |        |  |
|                | Christiane Nimsgern  | LO - LCR             | 40 691       | 4,69         |             |             |        |        |  |
|                | Daniel Delrez        | PRG - MRC            | 40 689       | 4,69         |             |             |        |        |  |
|                | Éric Lemaître        | MEI                  | 37 258       | 4,29         |             |             |        |        |  |
|                | Annick Martin        | MNR                  | 17 346       | 2,00         |             |             |        |        |  |
|                |                      |                      |              |              |             |             |        |        |  |
| Inscrits       | Inscrits             | Inscrits             | 1 616 172    | 100,00       | 1 621 470   | 100,00      |        |        |  |
| Abstentions    | Abstentions          | Abstentions          | 697 222      | 43,14        | 633 768     | 39,09       |        |        |  |
| Votants        | Votants              | Votants              | 918 950      | 56,86        | 987 702     | 60,91       |        |        |  |
| Blancs et nuls | Blancs et nuls       | Blancs et nuls       | 50 641       | 5,51         | 44 951      | 4,55        |        |        |  |
| Exprimés       | Exprimés             | Exprimés             | 868 309      | 94,49        | 942 751     | 95,45       |        |        |  |

Les listes UMP et UDF ont fusionné entre les deux tours.

La Lorraine bascule à gauche pour la première fois depuis l'élection des conseils régionaux au suffrage universel direct.

#### Midi-Pyrénées
| Tête de liste  | Tête de liste        | Liste                            | Premier tour | Premier tour | Second tour | Second tour | Sièges | Sièges |
| Tête de liste  | Tête de liste        | Liste                            | #            | %            | #           | %           | #      | %      |
| -------------- | -------------------- | -------------------------------- | ------------ | ------------ | ----------- | ----------- | ------ | ------ |
|                | Martin Malvy*        | PS - PCF - PRG                   | 497 718      | 41,39        | 712 220     | 57,50       | 52     | 64,2   |
|                | Jacques Godfrain     | UMP                              | 228 443      | 19,00        | 376 915     | 30,43       | 21     | 25,9   |
|                | Michel Valdiguié     | UDF                              | 122 028      | 10,15        | 376 915     | 30,43       | 21     | 25,9   |
|                | Louis Aliot          | FN                               | 141 598      | 11,78        | 149 417     | 12,06       | 8      | 9,9    |
|                | Jean-Pierre Bataille | Les Alternatifs - Les Verts - PO | 96 979       | 8,07         |             |             |        |        |
|                | Lucien Sanchez       | LCR - LO                         | 58 661       | 4,88         |             |             |        |        |
|                | Christiane Autigeon  | CPNT                             | 57 203       | 4,74         |             |             |        |        |
|                |                      |                                  |              |              |             |             |        |        |
| Inscrits       | Inscrits             | Inscrits                         | 1 909 820    | 100,00       | 1 910 017   | 100,00      |        |        |
| Abstentions    | Abstentions          | Abstentions                      | 633 558      | 33,17        | 591 980     | 30,99       |        |        |
| Votants        | Votants              | Votants                          | 1 276 262    | 66,83        | 1 318 037   | 69,01       |        |        |
| Blancs et nuls | Blancs et nuls       | Blancs et nuls                   | 73 773       | 5,78         | 79 498      | 6,03        |        |        |
| Exprimés       | Exprimés             | Exprimés                         | 1 202 489    | 94,22        | 1 238 539   | 93,97       |        |        |

Les listes du PS et des Verts n'ont pas fusionné entre les deux tours sur le refus de Martin Malvy.

Les listes UMP et UDF ont fusionné entre les deux tours.

#### Nord-Pas-de-Calais
| Tête de liste  | Tête de liste       | Liste           | Premier tour | Premier tour | Second tour | Second tour | Sièges | Sièges |
| Tête de liste  | Tête de liste       | Liste           | #            | %            | #           | %           | #      | %      |
| -------------- | ------------------- | --------------- | ------------ | ------------ | ----------- | ----------- | ------ | ------ |
|                | Daniel Percheron*   | PS - PRG - MRC  | 484 798      | 29,89        | 883 885     | 51,84       | 57     | 58,8   |
|                | Alain Bocquet       | PCF             | 173 200      | 10,68        | 883 885     | 51,84       | 57     | 58,8   |
|                | Jean-François Caron | Les Verts       | 101 808      | 6,28         | 883 885     | 51,84       | 57     | 58,8   |
|                | Jean-Paul Delevoye  | UMP - CPNT      | 280 102      | 17,27        | 484 817     | 28,43       | 24     | 24,7   |
|                | Valérie Létard      | UDF             | 129 827      | 8,01         | 484 817     | 28,43       | 24     | 24,7   |
|                | Carl Lang           | FN              | 290 908      | 17,94        | 336 434     | 19,73       | 16     | 16,5   |
|                | Nicole Baudrin      | LO - LCR        | 82 868       | 5,11         |             |             |        |        |
|                | Henri Bailleul      | MEI             | 33 230       | 2,05         |             |             |        |        |
|                | Georges Hien        | Divers          | 25 433       | 1,57         |             |             |        |        |
|                | Yann Phelippeau     | MNR             | 19 551       | 1,21         |             |             |        |        |
|                | Jean-Marc Maurice   | Droit de chasse | 11           | 0,00         |             |             |        |        |
|                |                     |                 |              |              |             |             |        |        |
| Inscrits       | Inscrits            | Inscrits        | 2 790 865    | 100,00       | 2 791 231   | 100,00      |        |        |
| Abstentions    | Abstentions         | Abstentions     | 1 078 143    | 38,63        | 1 009 427   | 36,16       |        |        |
| Votants        | Votants             | Votants         | 1 712 722    | 61,37        | 1 781 804   | 63,84       |        |        |
| Blancs et nuls | Blancs et nuls      | Blancs et nuls  | 90 987       | 5,31         | 76 668      | 4,30        |        |        |
| Exprimés       | Exprimés            | Exprimés        | 1 621 735    | 94,69        | 1 705 136   | 95,70       |        |        |

Les listes du PS, du PCF et des Verts ont fusionné entre les deux tours.

Les listes UMP et UDF ont fusionné entre les deux tours.
Droit de chasse avait retiré ses bulletins de vote et appelé à voter pour l'UMP.

#### Basse-Normandie
| Tête de liste  | Tête de liste       | Liste                      | Premier tour | Premier tour | Second tour | Second tour | Sièges | Sièges |
| Tête de liste  | Tête de liste       | Liste                      | #            | %            | #           | %           | #      | %      |
| -------------- | ------------------- | -------------------------- | ------------ | ------------ | ----------- | ----------- | ------ | ------ |
|                | René Garrec*        | UMP - UDF dissidents - MPF | 172 050      | 28,74        | 257 352     | 40,01       | 14     | 29,8   |
|                | Philippe Augier     | UDF                        | 55 436       | 9,26         | 257 352     | 40,01       | 14     | 29,8   |
|                | Philippe Duron      | PS - PCF - MRC             | 143 095      | 23,91        | 297 279     | 46,22       | 28     | 59,6   |
|                | Alain Tourret       | PRG - Les Verts            | 50 105       | 8,37         | 297 279     | 46,22       | 28     | 59,6   |
|                | Fernand Le Rachinel | FN                         | 83 742       | 13,99        | 88 618      | 13,78       | 5      | 10,6   |
|                | Didier Vergy        | CPNT                       | 31 376       | 5,24         |             |             |        |        |
|                | Christine Coulon    | LCR - LO                   | 28 888       | 4,83         |             |             |        |        |
|                | Jérémy Folly        | DVG                        | 17 586       | 2,94         |             |             |        |        |
|                | Étienne Adam        | ANPAG - Les Alternatifs    | 16 268       | 2,72         |             |             |        |        |
|                |                     |                            |              |              |             |             |        |        |
| Inscrits       | Inscrits            | Inscrits                   | 1 030 747    | 100,00       | 1 030 773   | 100,00      |        |        |
| Abstentions    | Abstentions         | Abstentions                | 396 580      | 38,48        | 361 402     | 35,06       |        |        |
| Votants        | Votants             | Votants                    | 634 167      | 61,52        | 669 371     | 64,94       |        |        |
| Blancs et nuls | Blancs et nuls      | Blancs et nuls             | 35 621       | 5,62         | 26 122      | 3,90        |        |        |
| Exprimés       | Exprimés            | Exprimés                   | 598 546      | 94,38        | 643 249     | 96,10       |        |        |

Les listes du PS et des Verts ont fusionné entre les deux tours.

L'UDF n'a pas fusionné avec l'UMP au second tour.

#### Haute-Normandie
| Tête de liste  | Tête de liste                | Liste                      | Premier tour | Premier tour | Second tour | Second tour | Sièges | Sièges |
| Tête de liste  | Tête de liste                | Liste                      | #            | %            | #           | %           | #      | %      |
| -------------- | ---------------------------- | -------------------------- | ------------ | ------------ | ----------- | ----------- | ------ | ------ |
|                | Alain Le Vern*               | PS - PCF - Les Verts - PRG | 281 314      | 38,86        | 408 163     | 52,70       | 36     | 65,4   |
|                | Antoine Rufenacht            | UMP                        | 153 089      | 21,15        | 253 480     | 32,72       | 13     | 23,6   |
|                | Hervé Morin                  | UDF                        | 90 505       | 12,50        | 253 480     | 32,72       | 13     | 23,6   |
|                | Dominique Chaboche           | FN                         | 115 183      | 15,91        | 113 013     | 14,58       | 6      | 10,9   |
|                | Christine Poupin             | LCR - LO                   | 40 434       | 5,59         |             |             |        |        |
|                | Bernard Frau                 | MEI                        | 30 202       | 4,17         |             |             |        |        |
|                | Philippe Foucher-Saillenfest | MNR                        | 13 124       | 1,81         |             |             |        |        |
|                |                              |                            |              |              |             |             |        |        |
| Inscrits       | Inscrits                     | Inscrits                   | 1 219 975    | 100,00       | 1 220 008   | 100,00      |        |        |
| Abstentions    | Abstentions                  | Abstentions                | 463 261      | 37,97        | 419 730     | 34,40       |        |        |
| Votants        | Votants                      | Votants                    | 756 714      | 62,03        | 800 278     | 65,60       |        |        |
| Blancs et nuls | Blancs et nuls               | Blancs et nuls             | 32 857       | 4,34         | 25 626      | 3,20        |        |        |
| Exprimés       | Exprimés                     | Exprimés                   | 723 857      | 95,66        | 774 652     | 96,80       |        |        |

Les listes UMP et UDF ont fusionné entre les deux tours.

#### Pays de la Loire
| Tête de liste  | Tête de liste    | Liste                | Premier tour | Premier tour | Second tour | Second tour | Sièges | Sièges |
| Tête de liste  | Tête de liste    | Liste                | #            | %            | #           | %           | #      | %      |
| -------------- | ---------------- | -------------------- | ------------ | ------------ | ----------- | ----------- | ------ | ------ |
|                | Jacques Auxiette | PS-PCF-Verts-PRG-AGR | 518 475      | 37,20        | 762 618     | 52,35       | 60     | 65,5   |
|                | François Fillon* | UMP-MPF              | 450 560      | 32,33        | 693 993     | 47,65       | 33     | 34,5   |
|                | Jean Arthuis     | UDF                  | 169 252      | 12,14        | 693 993     | 47,65       | 33     | 34,5   |
|                | Samuel Maréchal  | FN                   | 135 390      | 9,71         |             |             |        |        |
|                | Yves Chèere      | LO-LCR               | 84 567       | 6,07         |             |             |        |        |
|                | Paul Petitdidier | MNR                  | 35 475       | 2,55         |             |             |        |        |
|                |                  |                      |              |              |             |             |        |        |
| Inscrits       | Inscrits         | Inscrits             | 2 396 563    | 100,00       | 2 396 096   | 100,00      |        |        |
| Abstentions    | Abstentions      | Abstentions          | 913 807      | 38,13        | 866 835     | 36,18       |        |        |
| Votants        | Votants          | Votants              | 1 482 756    | 61,87        | 1 529 261   | 63,82       |        |        |
| Blancs et nuls | Blancs et nuls   | Blancs et nuls       | 89 037       | 6,00         | 72 646      | 4,75        |        |        |
| Exprimés       | Exprimés         | Exprimés             | 1 393 719    | 94,00        | 1 456 615   | 95,25       |        |        |

Les listes UMP et UDF ont fusionné entre les deux tours.

#### Picardie
| Tête de liste  | Tête de liste     | Liste                | Premier tour | Premier tour | Second tour | Second tour | Sièges | Sièges |
| Tête de liste  | Tête de liste     | Liste                | #            | %            | #           | %           | #      | %      |
| -------------- | ----------------- | -------------------- | ------------ | ------------ | ----------- | ----------- | ------ | ------ |
|                | Gilles de Robien* | UDF - UMP            | 247 425      | 32,26        | 299 518     | 35,76       | 15     | 26,4   |
|                | Claude Gewerc     | PS - Les Verts - PRG | 210 338      | 27,42        | 379 663     | 45,58       | 34     | 59,6   |
|                | Maxime Gremetz    | PCF                  | 83 282       | 10,86        | 379 663     | 45,58       | 34     | 59,6   |
|                | Michel Guiniot    | FN                   | 175 940      | 22,94        | 155 858     | 18,66       | 8      | 14,0   |
|                | Roland Szpirko    | LO - LCR             | 49 995       | 6,52         |             |             |        |        |
|                |                   |                      |              |              |             |             |        |        |
| Inscrits       | Inscrits          | Inscrits             | 1 279 094    | 100,00       | 1 279 000   | 100,00      |        |        |
| Abstentions    | Abstentions       | Abstentions          | 469 432      | 36,70        | 414 253     | 32,39       |        |        |
| Votants        | Votants           | Votants              | 809 662      | 63,30        | 864 747     | 67,61       |        |        |
| Blancs et nuls | Blancs et nuls    | Blancs et nuls       | 42 682       | 5,27         | 29 707      | 3,44        |        |        |
| Exprimés       | Exprimés          | Exprimés             | 766 980      | 94,73        | 835 040     | 96,56       |        |        |

Les listes du PS et du PCF ont fusionné entre les deux tours.

La Picardie bascule à gauche à la faveur d'une triangulaire et grâce au ralliement de la liste communiste à la liste socialiste, malgré le fait qu'elle aurait pu se maintenir au second tour (seuil de 10 % atteint).

Le ministre des Transports, Gilles de Robien, est largement battu.

#### Poitou-Charentes
| Tête de liste  | Tête de liste             | Liste                      | Premier tour | Premier tour | Second tour | Second tour | Sièges | Sièges |
| Tête de liste  | Tête de liste             | Liste                      | #            | %            | #           | %           | #      | %      |
| -------------- | ------------------------- | -------------------------- | ------------ | ------------ | ----------- | ----------- | ------ | ------ |
|                | Ségolène Royal            | PS - PCF - Les Verts - PRG | 350 467      | 46,29        | 448 950     | 55,10       | 37     | 67,3   |
|                | Élisabeth Morin-Chartier* | UMP - UDF - MPF            | 249 373      | 32,93        | 294 959     | 36,20       | 15     | 27,3   |
|                | Jean-Romée Charbonneau    | FN                         | 79 484       | 10,50        | 70 898      | 8,70        | 3      | 5,4    |
|                | Gérard Fontenay           | CPNT                       | 43 645       | 5,76         |             |             |        |        |
|                | Claude Quemar             | LCR - LO                   | 34 221       | 4,52         |             |             |        |        |
|                |                           |                            |              |              |             |             |        |        |
| Inscrits       | Inscrits                  | Inscrits                   | 1 230 442    | 100,00       | 1 230 361   | 100,00      |        |        |
| Abstentions    | Abstentions               | Abstentions                | 434 446      | 35,31        | 388 647     | 31,59       |        |        |
| Votants        | Votants                   | Votants                    | 795 996      | 64,69        | 841 714     | 68,41       |        |        |
| Blancs et nuls | Blancs et nuls            | Blancs et nuls             | 38 806       | 4,88         | 26 907      | 3,20        |        |        |
| Exprimés       | Exprimés                  | Exprimés                   | 757 190      | 95,12        | 814 807     | 96,80       |        |        |

La région Poitou-Charentes, terre de Jean-Pierre Raffarin, généralement à droite change de bord politique.

#### Provence-Alpes-Côte d'Azur
|                | Michel Vauzelle*       | PS - PCF - Les Verts - PRG - MRC | 633 339   | 35,01  | 881 350   | 45,17  | 73 | 59,3 |  |  |
|                | Renaud Muselier        | UMP - UDF - Cap21                | 472 036   | 26,09  | 659 592   | 33,82  | 31 | 25,2 |  |  |
|                | Guy Macary             | FN                               | 415 171   | 22,95  | 409 786   | 21,00  | 19 | 15,5 |  |  |
|                | Aline Vidal-Daumas     | CPNT                             | 53 782    | 2,97   |           |        |    |      |  |  |
|                | Alain Vauzelle         | MNR                              | 53 251    | 2,94   |           |        |    |      |  |  |
|                | Patrice Miran          | MEI - MHAN - Le Trèfle           | 51 543    | 2,85   |           |        |    |      |  |  |
|                | Samuel Johsua          | LCR - LO                         | 48 680    | 2,69   |           |        |    |      |  |  |
|                | Philippe Sanmarco      | DVG                              | 28 317    | 1,57   |           |        |    |      |  |  |
|                | Alain Persia           | DVD                              | 19 550    | 1,08   |           |        |    |      |  |  |
|                | Jean-Marie Mure-Ravaud | DVD                              | 19 078    | 1,05   |           |        |    |      |  |  |
|                | Abdel Djerari          | Divers                           | 7 021     | 0,39   |           |        |    |      |  |  |
|                | Jérôme de Rocquigny    | DVD                              | 7 014     | 0,39   |           |        |    |      |  |  |
|                | Franck Vidal           | Droit de chasse                  | 157       | 0,01   |           |        |    |      |  |  |
|                |                        |                                  |           |        |           |        |    |      |  |  |
| Inscrits       | Inscrits               | Inscrits                         | 3 072 855 | 100,00 | 3 072 753 | 100,00 |    |      |  |  |
| Abstentions    | Abstentions            | Abstentions                      | 1 188 418 | 38,67  | 1 059 812 | 34,49  |    |      |  |  |
| Votants        | Votants                | Votants                          | 1 884 437 | 61,33  | 2 012 941 | 65,51  |    |      |  |  |
| Blancs et nuls | Blancs et nuls         | Blancs et nuls                   | 75 503    | 4,01   | 61 309    | 3,05   |    |      |  |  |
| Exprimés       | Exprimés               | Exprimés                         | 1 808 934 | 95,99  | 1 951 632 | 96,95  |    |      |  |  |

Jean-Marie Le Pen n'a pas pu se présenter à la candidature régionale, car il ne réside pas dans la région, et n'y paie pas d'impôts.

Droit de chasse avait retiré ses bulletins de vote et appelé à voter pour l'UMP.

#### Rhône-Alpes
| Tête de liste  | Tête de liste         | Liste                   | Premier tour | Premier tour | Second tour | Second tour | Sièges | Sièges |
| Tête de liste  | Tête de liste         | Liste                   | #            | %            | #           | %           | #      | %      |
| -------------- | --------------------- | ----------------------- | ------------ | ------------ | ----------- | ----------- | ------ | ------ |
|                | Jean-Jack Queyranne   | PS - PCF - PRG          | 688 718      | 32,19        | 1 083 755   | 46,52       | 94     | 59,9   |
|                | Gérard Leras          | Les Verts               | 215 783      | 10,09        | 1 083 755   | 46,52       | 94     | 59,9   |
|                | Anne-Marie Comparini* | UDF - UMP - Cap21 - FRS | 667 856      | 31,22        | 889 815     | 38,20       | 45     | 28,7   |
|                | Bruno Gollnisch       | FN                      | 389 565      | 18,21        | 355 864     | 15,28       | 18     | 11,5   |
|                | Roseline Vachetta     | LCR - LO                | 95 524       | 4,47         |             |             |        |        |
|                | Patrick Bertrand      | GRAD - U2R              | 46 611       | 2,18         |             |             |        |        |
|                | Norbert Chetail       | MNR                     | 35 310       | 1,65         |             |             |        |        |
|                |                       |                         |              |              |             |             |        |        |
| Inscrits       | Inscrits              | Inscrits                | 3 739 897    | 100,00       | 3 739 834   | 100,00      |        |        |
| Abstentions    | Abstentions           | Abstentions             | 1 501 425    | 40,15        | 1 333 142   | 35,65       |        |        |
| Votants        | Votants               | Votants                 | 2 238 472    | 59,85        | 2 406 692   | 64,35       |        |        |
| Blancs et nuls | Blancs et nuls        | Blancs et nuls          | 99 111       | 4,43         | 77 258      | 3,21        |        |        |
| Exprimés       | Exprimés              | Exprimés                | 2 139 361    | 95,57        | 2 329 434   | 96,79       |        |        |

Les listes du PS et des Verts ont fusionné entre les deux tours.

### Outre-mer

#### Guadeloupe
| Tête de liste  | Tête de liste           | Liste                           | Premier tour | Premier tour | Second tour | Second tour | Sièges | Sièges |
| Tête de liste  | Tête de liste           | Liste                           | #            | %            | #           | %           | #      | %      |
| -------------- | ----------------------- | ------------------------------- | ------------ | ------------ | ----------- | ----------- | ------ | ------ |
|                | Victorin Lurel          | PS - PPDG - GUSR                | 65 962       | 44,29        | 100 886     | 58,37       | 29     | 70,7   |
|                | Lucette Michaux-Chevry* | UMP - OG                        | 56 024       | 37,62        | 71 940      | 41,63       | 12     | 29,3   |
|                | Daniel Marsin           | PS dissidents - PPDG dissidents | 8 158        | 5,48         |             |             |        |        |
|                | Ary Broussillon         | MDDP - PCG - UPLG/MG - GR       | 5 874        | 3,94         |             |             |        |        |
|                | Harry Durimel           | Les Verts                       | 4 307        | 2,89         |             |             |        |        |
|                | Octavie Losio           | DVG                             | 3 085        | 2,07         |             |             |        |        |
|                | Juliette Nubret         | DVD                             | 2 302        | 1,55         |             |             |        |        |
|                | Jean-Marie Nomertin     | CO - LO                         | 1 759        | 1,18         |             |             |        |        |
|                | Gérard Lauriette        | Divers                          | 1 458        | 0,98         |             |             |        |        |
|                |                         |                                 |              |              |             |             |        |        |
| Inscrits       | Inscrits                | Inscrits                        | 289 664      | 100,00       | 289 425     | 100,00      |        |        |
| Abstentions    | Abstentions             | Abstentions                     | 131 693      | 45,46        | 109 630     | 37,88       |        |        |
| Votants        | Votants                 | Votants                         | 158 096      | 54,54        | 179 795     | 62,12       |        |        |
| Blancs et nuls | Blancs et nuls          | Blancs et nuls                  | 9 153        | 5,79         | 6 969       | 3,88        |        |        |
| Exprimés       | Exprimés                | Exprimés                        | 148 943      | 94,21        | 172 826     | 96,12       |        |        |

#### Guyane
| Tête de liste  | Tête de liste              | Liste          | Premier tour | Premier tour | Second tour | Second tour | Sièges | Sièges |
| Tête de liste  | Tête de liste              | Liste          | #            | %            | #           | %           | #      | %      |
| -------------- | -------------------------- | -------------- | ------------ | ------------ | ----------- | ----------- | ------ | ------ |
|                | Léon Bertrand              | UMP            | 6 381        | 24,32        | 9 650       | 31,58       | 7      | 22,6   |
|                | Antoine Karam*             | PSG            | 5 936        | 22,45        | 11 380      | 37,24       | 17     | 54,8   |
|                | Georges Othily             | FDG            | 5 170        | 19,31        | 9 529       | 31,18       | 7      | 22,6   |
|                | Christiane Taubira         | Walwari - PRG  | 4 822        | 17,98        | 9 529       | 31,18       | 7      | 22,6   |
|                | Maurice Pindard            | MDES           | 1 687        | 6,55         |             |             |        |        |
|                | Brigitte Wyngaarde         | Les Verts      | 1 269        | 4,85         |             |             |        |        |
|                | Gladys Robin               | Divers         | 696          | 2,58         |             |             |        |        |
|                | Léon Jean-Baptiste-Edouard | PS             | 522          | 1,96         |             |             |        |        |
|                |                            |                |              |              |             |             |        |        |
| Inscrits       | Inscrits                   | Inscrits       | 53 778       | 100,00       | 54 051      | 100,00      |        |        |
| Abstentions    | Abstentions                | Abstentions    | 25 596       | 47,60        | 22 396      | 41,43       |        |        |
| Votants        | Votants                    | Votants        | 28 182       | 52,40        | 31 655      | 58,57       |        |        |
| Blancs et nuls | Blancs et nuls             | Blancs et nuls | 1 063        | 3,77         | 1 096       | 3,46        |        |        |
| Exprimés       | Exprimés                   | Exprimés       | 27 119       | 96,23        | 30 559      | 96,54       |        |        |

Les listes FDG et Walwari ont fusionné entre les deux tours.

#### Martinique
| Tête de liste  | Tête de liste            | Liste          | Premier tour | Premier tour | Second tour | Second tour | Sièges | Sièges |
| Tête de liste  | Tête de liste            | Liste          | #            | %            | #           | %           | #      | %      |
| -------------- | ------------------------ | -------------- | ------------ | ------------ | ----------- | ----------- | ------ | ------ |
|                | Alfred Marie-Jeanne*     | MIM            | 46 006       | 37,29        | 74 860      | 53,76       | 28     | 68,3   |
|                | Madeleine de Grandmaison | RDM - PPM      | 21 232       | 17,20        | 43 170      | 31,00       | 9      | 22,00  |
|                | Pierre Samot             | BPM - FSM      | 19 994       | 16,21        | 43 170      | 31,00       | 9      | 22,00  |
|                | Miguel Laventure         | FMP            | 17 177       | 13,92        | 21 227      | 15,24       | 4      | 9,7    |
|                | Pierre Petit             | OO             | 8 367        | 6,79         |             |             |        |        |
|                | Jean Crusol              | FSM dissidents | 5 864        | 4,75         |             |             |        |        |
|                | Ghislaine Joachim-Arnaud | CO - LO - GRS  | 3 866        | 3,12         |             |             |        |        |
|                | Max Auguste Dufrénot     | Régionalistes  | 900          | 0,73         |             |             |        |        |
|                |                          |                |              |              |             |             |        |        |
| Inscrits       | Inscrits                 | Inscrits       | 272 077      | 100,00       | 271 919     | 100,00      |        |        |
| Abstentions    | Abstentions              | Abstentions    | 141 499      | 52,01        | 127 877     | 47,03       |        |        |
| Votants        | Votants                  | Votants        | 130 578      | 47,99        | 144 042     | 52,97       |        |        |
| Blancs et nuls | Blancs et nuls           | Blancs et nuls | 7 188        | 5,50         | 4 785       | 3,32        |        |        |
| Exprimés       | Exprimés                 | Exprimés       | 123 390      | 94,50        | 139 257     | 96,68       |        |        |

Les listes PPM et BPM ont fusionné entre les deux tours.

#### La Réunion
| Tête de liste  | Tête de liste       | Liste          | Premier tour | Premier tour | Second tour | Second tour | Sièges | Sièges |
| Tête de liste  | Tête de liste       | Liste          | #            | %            | #           | %           | #      | %      |
| -------------- | ------------------- | -------------- | ------------ | ------------ | ----------- | ----------- | ------ | ------ |
|                | Paul Vergès*        | PCR            | 94 531       | 34,48        | 135 706     | 44,85       | 27     | 60,0   |
|                | Alain Bénard        | UMP - UDF      | 70 375       | 25,67        | 99 315      | 32,82       | 11     | 24,4   |
|                | Michel Vergoz       | PS             | 43 625       | 15,91        | 67 570      | 22,33       | 7      | 15,6   |
|                | Nadia Ramassamy     | DVD            | 16 625       | 6,06         |             |             |        |        |
|                | Edmond Lauret       | DVD            | 9 818        | 3,58         |             |             |        |        |
|                | Gilbert Gerard      | Divers         | 5 849        | 2,13         |             |             |        |        |
|                | Daniel Jatob        | Divers         | 4 761        | 1,74         |             |             |        |        |
|                | Albert Ramassamy    | DVD            | 4 761        | 1,74         |             |             |        |        |
|                | Lubin Budel         | Divers         | 4 696        | 1,71         |             |             |        |        |
|                | Jean-Yves Payet     | LO - MARON     | 4 249        | 1,55         |             |             |        |        |
|                | Georges Arhiman     | DVG            | 4 015        | 1,46         |             |             |        |        |
|                | Vincent Defaud      | Régionalistes  | 3 738        | 1,36         |             |             |        |        |
|                | Marie-Claude Lawwai | Divers         | 2 769        | 1,01         |             |             |        |        |
|                | Giraud Payet        | Divers         | 2 402        | 0,88         |             |             |        |        |
|                | Joseph Boyer        | Régionalistes  | 1 925        | 0,70         |             |             |        |        |
|                |                     |                |              |              |             |             |        |        |
| Inscrits       | Inscrits            | Inscrits       | 463 654      | 100,00       | 463 676     | 100,00      |        |        |
| Abstentions    | Abstentions         | Abstentions    | 172 354      | 37,17        | 149 035     | 32,14       |        |        |
| Votants        | Votants             | Votants        | 291 300      | 62,83        | 314 641     | 67,86       |        |        |
| Blancs et nuls | Blancs et nuls      | Blancs et nuls | 17 138       | 5,88         | 12 050      | 3,83        |        |        |
| Exprimés       | Exprimés            | Exprimés       | 274 162      | 94,12        | 302 591     | 96,17       |        |        |